# Musica universalis
Musica universalis, Nederlands: universele muziek, ook wel muziek van de sferen of harmonie der sferen, is een theorie van pythagorische oorsprong, gebaseerd op het idee dat het universum wordt bestuurd door harmonieuze numerieke relaties en dat de afstanden tussen de planeten overeenkomen met muzikale intervallen.
Musica betekende zowel in het klassiek als in het vulgair Latijn muziek. Deze musica universalis is er wel altijd maar wordt bijna nooit opgemerkt, zoals Cicero in zijn Somnium Scipionis, De Droom van Scipio in De Re Publica. De musica universalis is ook een harmonisch en wiskundig begrip. Het oorspronkelijke idee wordt toegeschreven aan de Griekse filosoof, wiskundige en astronoom Pythagoras en zijn halfmystieke en halfwiskundige filosofie. De musica universalis legde volgens Johannes Kepler een verband tussen meetkunde, kosmologie, astronomie of in die tijd nog ongeveer hetzelfde de astrologie, harmonie en muziek.
Men dacht dat de zon, de maan en de planeten zich in hun eigen sfeer rond de aarde bewogen. Dante Alighieri geeft in De goddelijke komedie een beeldende beschrijving. De sferen worden bepaald door de verhoudingen van de gehele getallen van de zuivere muzikale intervallen, waardoor een aangename muzikale harmonie ontstaat. Kepler gebruikte het begrip 'muziek van de sferen' in zijn boek Harmonice mundi uit 1619, waarin hij onder meer met zijn derde wet kwam.
Er zijn drie vormen van het middeleeuwse begrip musica:
1. musica universalis, soms ook musica mundana, wereldmuziek, genoemd
2. musica humana: de inwendige muziek van het menselijke lichaam
3. musica instrumentalis: de gespeelde en gezongen muziek

Pythagoras wordt meestal beschouwd als de grondlegger van de wiskundige muziektheorie en daarmee als de eerste muziekfilosoof.
Spinoza vond de harmonie der sferen in zijn boek Ethica maar onzin.